# Зоммерштейн, Эмиль
Эмиль Зоммерштейн (идиш עמיל זאָמערשטײן‎, пол. Emil Sommerstein, 6.07.1889 г., Глещава около Теребовли, Австро-Венгрия — 1957 г., США) — польский адвокат, польский общественный деятель, активист еврейской общины Польши, депутат польского Сейма I, II, III, IV, V созывов, депутат Крайовой Рады Народовой.

## Биография
Эмиль Зоммерштейн окончил Львовский университет. Будучи студентом, принимал участие в молодёжном сионистском движении. В этом же университете защитил научную степень доктора наук.
После начала I мировой войны Эмиль Зоммерштейн был призван в австро-венгерскую армию.
В 1918 году Эмиль Зоммерштейн был участником Комитета спасения, помогавшего евреям, пострадавшим во время львовского погрома. С 1918 по 1939 гг. был вице-президентом Сионистской организации в Польше. С 1925—1932 гг. Эмиль Зоммерштейн был вице-президентом местной коллегии адвокатов, с 1931—1937 гг. — членом Верховного совета коллегии адвокатов. С 1922—1927 гг. и с 1930—1939 гг. был членом польского Сейма. С 1936 года Эмиль Зоммерштейн был членом Административного комитета Всемирного еврейского конгресса. По его инициативе был создан экономический отдел Всемирного еврейского конгресса.
После вхождения Западной Украины в состав СССР Эмиль Зоммерштейн был арестован НКВД и отправлен в исправительно-трудовой лагерь, но был освобождён из него в 1944 году.
С 21 июля 1944 года по 31 декабря 1944 год Эмиль Зоммерштейн был начальником управления военных репараций Польского комитета национального освобождения. C 1944 по 1946 год возглавлял Центральный комитет польских евреев и был главным редактором его печатного органа на идише Dos Naje Lebn. Эмиль Зоммерштейн не поддерживал еврейской организации Бриха.
C 1944 по 1946 год был депутатом Крайовы Рады Народовой. В 1946 году Эмиль Зоммерштейн в составе делегации Центрального комитета польских евреев выехал в США, где в 1946 году перенёс инсульт и находился на попечении дочери.
В 1957 году скончался в США. Его тело было перевезено в Израиль и похоронено в Тель-Авиве.

## Источник
- Szymon Rudnicki: Żydzi w parlamencie II Rzeczypospolitej. Warszawa: Wydawnictwo Sejmowe, 2004, стр. 411—419. ISBN 83-70596-39-8.
- Leksykon historii Polski z 1995
- Zofia Borzymińska, Rafał Żebrowski: Polski słownik judaistyczny. Dzieje, kultura, religia, ludzie. T. 2. Warszawa: Prószyński i S-ka, 2003, стр. 558—559. ISBN 83-72551-75-8.